# قلعه صاحب اختیاریه
قلعه صاحب اختیاریه مربوط به دوره قاجار است و در شهرستان اسدآباد، بخش مرکزی، روستای خاکریز واقع شده و این اثر در تاریخ ۱۱ شهریور ۱۳۸۲ با شمارهٔ ثبت ۹۸۸۲ به‌عنوان یکی از آثار ملی ایران به ثبت رسیده است.